# Music from Big Pink
| Оценки критиков               | Оценки критиков |
| Источник                      | Оценка          |
| ----------------------------- | --------------- |
| AllMusic                      | [ 1 ]           |
| L.A. Times                    | (favorable)     |
| MusicHound                    | 5/5             |
| Rolling Stone                 | (favorable)     |
| The Rolling Stone Album Guide | [ 5 ]           |

Music from Big Pink — дебютный альбом канадско-американской фолк-рок-группы The Band, выпущенный в 1968 году на лейбле «Capitol Records». В альбом вошли песни, написанные в основном на вилле «Big Pink», расположенной в Согертисе, Нью-Йорк, и принадлежащей Рику Данко, Ричарду Мануэлю и Гарту Хадсону, где группа, совместно с Бобом Диланом, сделала более ста демозаписей, когда он после попадания в аварию на время прекратил свою гастрольную деятельность.
Альбом был записан на нескольких студиях в Лос-Анджелесе и Нью-Йорке и спродюсирован Джоном Саймоном.
В 2003 году журнал Rolling Stone поместил альбом Music from Big Pink на 34 место своего списка «500 величайших альбомов всех времён». В списке 2012 года альбом находится также на 34 месте. Альбом занимает пятую строчку в списке ста лучших дебютных альбомов по версии журнала Uncut. В 2001 году, после выпуска переиздания, с полумиллионом проданных копий Music from Big Pink получил в США статус золотого.

## Предыстория

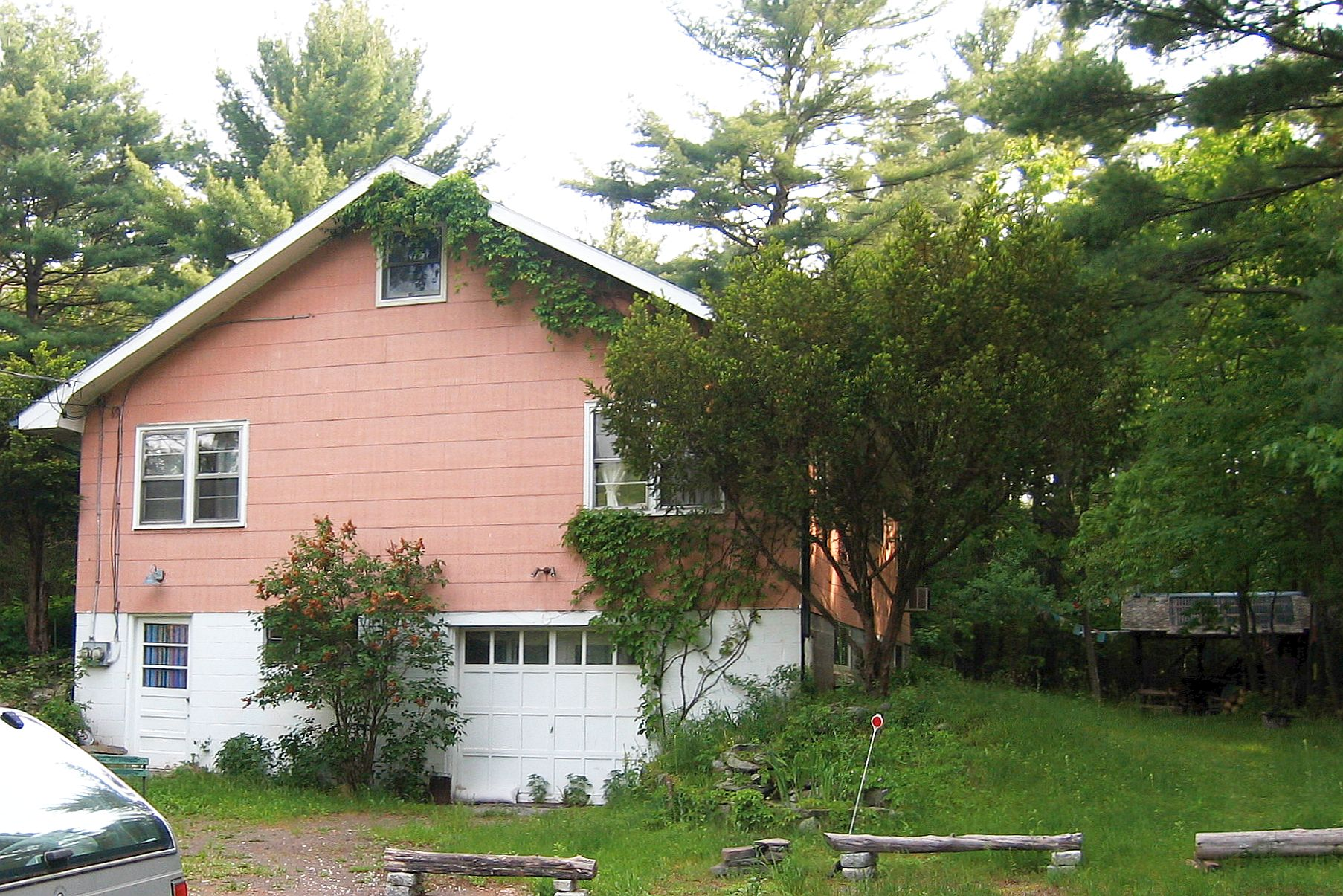
Вилла «Big Pink», где были написаны многие песни из Music from Big Pink, фото 2006 года

Члены The Band под прежним названием The Hawks («ястребы») сопровождали Боба Дилана во время его тура по США в 1965 году и в его первом мировом турне в 1966 году. Переход Дилана от фолка, которого он придерживался в ранних работах, к рок-музыке, наметившийся в его альбоме Bringing It All Back Home и получивший развитие в Highway 61 Revisited, был плохо принят публикой. На нескольких концертах музыкантов встретили оскорблениями и они были освистаны. Ударник The Hawks Левон Хелм, не выдержав давления на группу, прекратил своё участие в туре. Его место на время занял Микки Джонс.
После завершения тура Левон Хелм отправляется в Арканзас и затем в течение двух лет работает на нефтяных вышках в Мексиканском заливе. Боб Дилан возвращается в свой дом в Вудстоке и приступает к работе над документальным фильмом о прошедшем концертном туре под названием «Съешь документ». Рик Данко, Ричард Мануэль и Гарт Хадсон часто приезжают к Дилану для совместной работы. В конечном итоге они покупают дом в Согертисе и перебираются туда. Дом они ласково называют «Big Pink». Робби Робертсон со своей женой Доминик Буржуа (англ. Dominique Bourgeois) селится неподалёку от Гласко.
Гарт Хадсон приспосабливает подвал «Big Pink» под звукозаписывающую студию подключением двух микрофонов к касетному рекордеру и размещением нескольких динамиков. Воспользовавшись творческим отпуском, в который Дилан удалился после попадания в аварию, участники The Band предложили Дилану использовать свой подвал в качестве репетиционной базы. В период с марта по декабрь 1967 года Дилан и The Band в неформальной обстановке встречались в подвале и почти каждый день несколько часов проводили за игрой. Ряд написанных за это время песен были записаны при помощи рекордера Хадсона. Записанный в это время материал, несмотря на непрофессиональную запись, послужил в качестве демозаписи для Альберта Гроссмана, будущего менеджера группы, и стал основой дебютного альбома Music from Big Pink.

## Запись
После возвращения в группу Левона Хелма, через кинорежиссёра Говарда Алка происходит знакомство музыкантов с продюсером Джоном Саймоном. The Band начинают репетиции материала, который должен войти в Music from Big Pink. Некоторое время они проходят на самой вилле. Вскоре группа стала репетировать на седьмом этаже студии «A & R Sound» в Нью-Йорке. Здесь они, используя многопоточный кассетный плеер, записали, среди прочих, песни «Tears of Rage», «The Weight», «We Can Talk», и «Lonesome Suzie». Джон Саймон описал помещение как «комнату похожую на сарай, построенную на уже существующем здании. Там была замечательная акустика».
Альберт Гроссман передал записи «Capitol Records». Лейбл одобрил результаты и отправил Джона Саймона и группу в Лос-Анджелес для записи на более современной студии и под руководством звукорежиссёра Рекса Апдеграта (англ. Rex Updegrat). Из-за постоянной занятости студии работа затянулась более чем на месяц, и музыканты приняли решение продолжить запись на студии «Gold Star».

## Список композиций

### Сторона 1
| №  | Название            | Автор(ы)                  | Лид-вокал          | Длительность |
| -- | ------------------- | ------------------------- | ------------------ | ------------ |
| 1. | «Tears of Rage»     | Боб Дилан, Ричард Мануэль | Мануэль            | 5:23         |
| 2. | «To Kingdom Come»   | Робби Робертсон           | Мануэль, Робертсон | 3:22         |
| 3. | «In a Station»      | Мануэль                   | Мануэль            | 3:34         |
| 4. | «Caledonia Mission» | Робертсон                 | Рик Данко          | 2:59         |
| 5. | «The Weight»        | Робертсон                 | Левон Хелм, Данко  | 4:34         |

### Сторона 2
| №   | Название               | Автор(ы)                    | Лид-вокал            | Длительность |
| --- | ---------------------- | --------------------------- | -------------------- | ------------ |
| 6.  | «We Can Talk»          | Мануэль                     | Мануэль, Хелм, Данко | 3:06         |
| 7.  | «Long Black Veil»      | Мэриджон Уилкин, Дэнни Дилл | Данко                | 3:06         |
| 8.  | «Chest Fever»          | Робертсон                   | Мануэль              | 5:18         |
| 9.  | «Lonesome Suzie»       | Мануэль                     | Мануэль              | 4:04         |
| 10. | «This Wheel's on Fire» | Дилан, Данко                | Данко                | 3:14         |
| 11. | «I Shall Be Released»  | Дилан                       | Мануэль              | 3:19         |

## Чарты
| Чарт (1968)                         | Наив. поз. |
| ----------------------------------- | ---------- |
| США (Billboard Pop Albums)          | 30         |
| Чарт (2000)                         | Наив. поз. |
| США (Billboard Top Internet Albums) | 8          |